# Deutsches Braunvieh
La Deutsches Braunvieh est une race bovine allemande.

## Origine
Elle appartient à la branche grise du rameau brun. Elle provient de la brune suisse importée vers 1700 en Bavière et dans le massif de la Forêt-Noire. Le livre généalogique date de 1893. Au cours des siècles, elle a reçu l'influence de holstein, ce qui explique sa robe plus sombre que celle des brunes suisses. Elle a été utilisée comme race mixte, mais la sélection actuelle l'oriente plus vers une spécialisation laitière, notamment avec l'apport de semence de brown swiss. L'effectif actuel est stable, 155 000 femelles et 950 mâles inscrits.

## Morphologie
Elle porte une robe brune châtaigne. Le taureau est plus sombre encore, avec le garrot et les membres chocolat noir. Le mufle est noir entouré d'une auréole claire. Elle porte de courtes cornes claires à pointe noire. Elle mesure 147 cm au garrot pour 650 kg et le taureau 152 cm pour 1 000 kg.

## Qualités
C'est une race mixte qui se spécialise progressivement en laitière. Elle produit, en 2005, 5 400 kg de lait à 3,98 % de matière grasse et 3,43 % de protéines. (bonnes proportions pour la transformation fromagère) En croisement avec des races bouchères, elle produit de jolis veaux qu'elle est apte à nourrir longtemps. C'est une race appréciée pour sa rusticité, sa fertilité et sa capacité à transformer les fourrages médiocres. Elle est bien adaptée au climat de montagne et valorise bien le fourrage qualitatif des alpages.